# Schwäbische Alb-Bahn
Die Schwäbische Alb-Bahn, auch SAB Schwäbische Alb-Bahn GmbH oder kurz SAB, ist ein privates Eisenbahnverkehrsunternehmen mit Sitz in Münsingen. Sie wurde 2008 gegründet und erhielt am 9. Juni 2009 vom Eisenbahnbundesamt eine bis zum 31. Mai 2024 gültige Betriebsgenehmigung für den Schienenpersonenverkehr und Schienengüterverkehr. Zusammen mit dem Verein Schwäbische Alb-Bahn e. V. bildet sie das Unternehmen Schwäbische Alb-Bahn. Zum 1. Juni 2024 erhielt das Unternehmen eine unbefristete Betriebsgenehmigung.

## Leistungen
Die SAB betreibt auf den nachfolgenden Bahnstrecken Schienenpersonennahverkehr, Ausflugsverkehr und Güterverkehr:
- Bahnstrecke Ulm–Sigmaringen (zwischen Ulm und Schelklingen)
- Bahnstrecke Reutlingen–Schelklingen (zwischen Schelklingen und Engstingen)
- Bahnstrecke Engstingen–Sigmaringen (zwischen Engstingen und Gammertingen)
- Filstalbahn (zwischen Ulm und Amstetten (Württ))
- Bahnstrecke Amstetten–Gerstetten[5]

Zuständige Eisenbahninfrastrukturunternehmen sind zwischen Amstetten, Ulm und Schelklingen die DB InfraGO AG, zwischen Schelklingen und Engstingen die RSBNA Erms-Neckar-Bahn Schieneninfrastruktur GmbH (ENAG), zwischen Engstingen und Gammertingen die SWEG Schienenwege GmbH und zwischen Amstetten und Gerstetten die Lokalbahn Betriebsgesellschaft mbH.

## Fahrzeuge

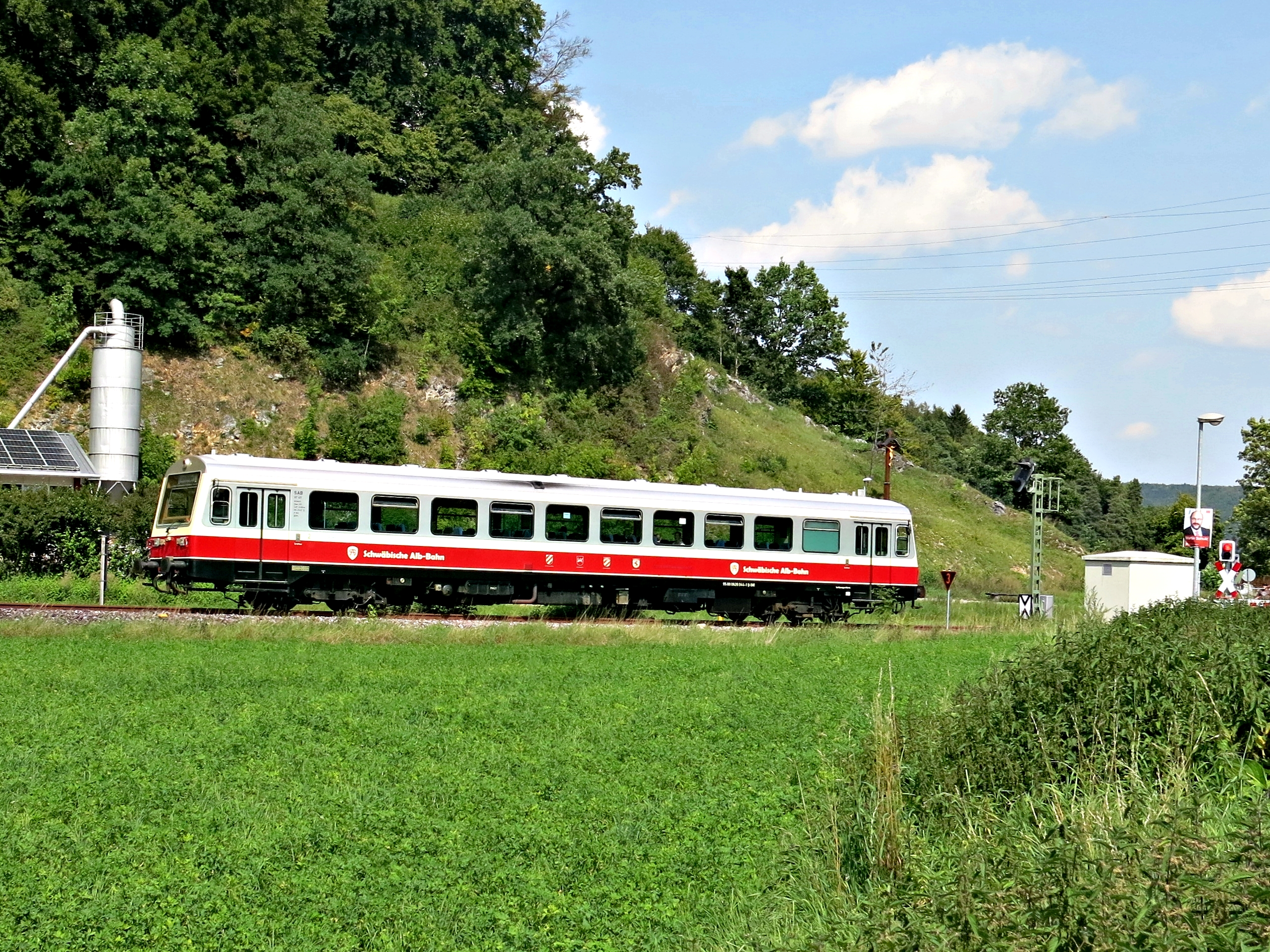
NE 81-Triebwagen zwischen Schelklingen und Schmiechen Albbahn

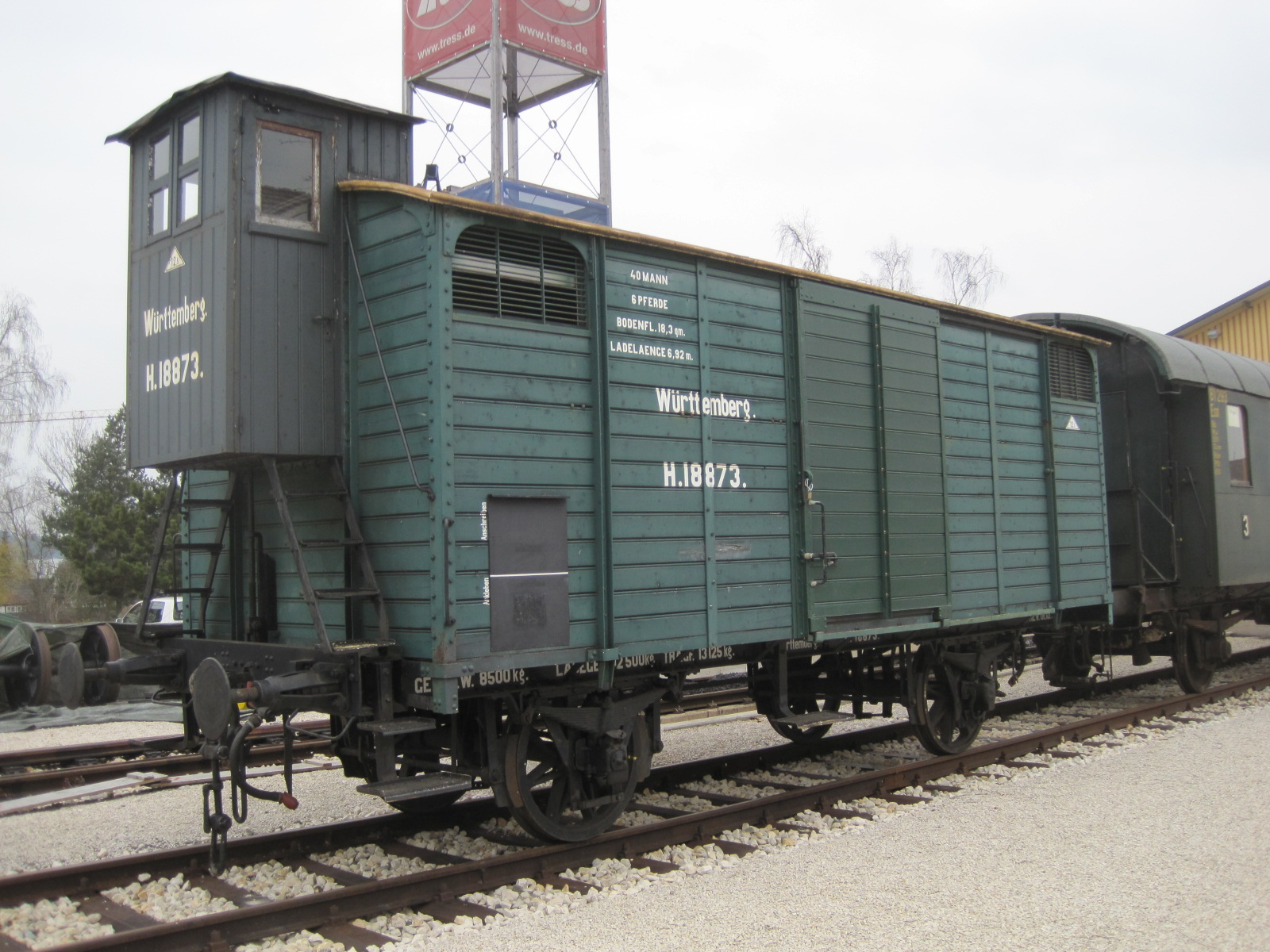
Württembergischer Güterwagen mit Bremserhaus im Bahnhof Münsingen

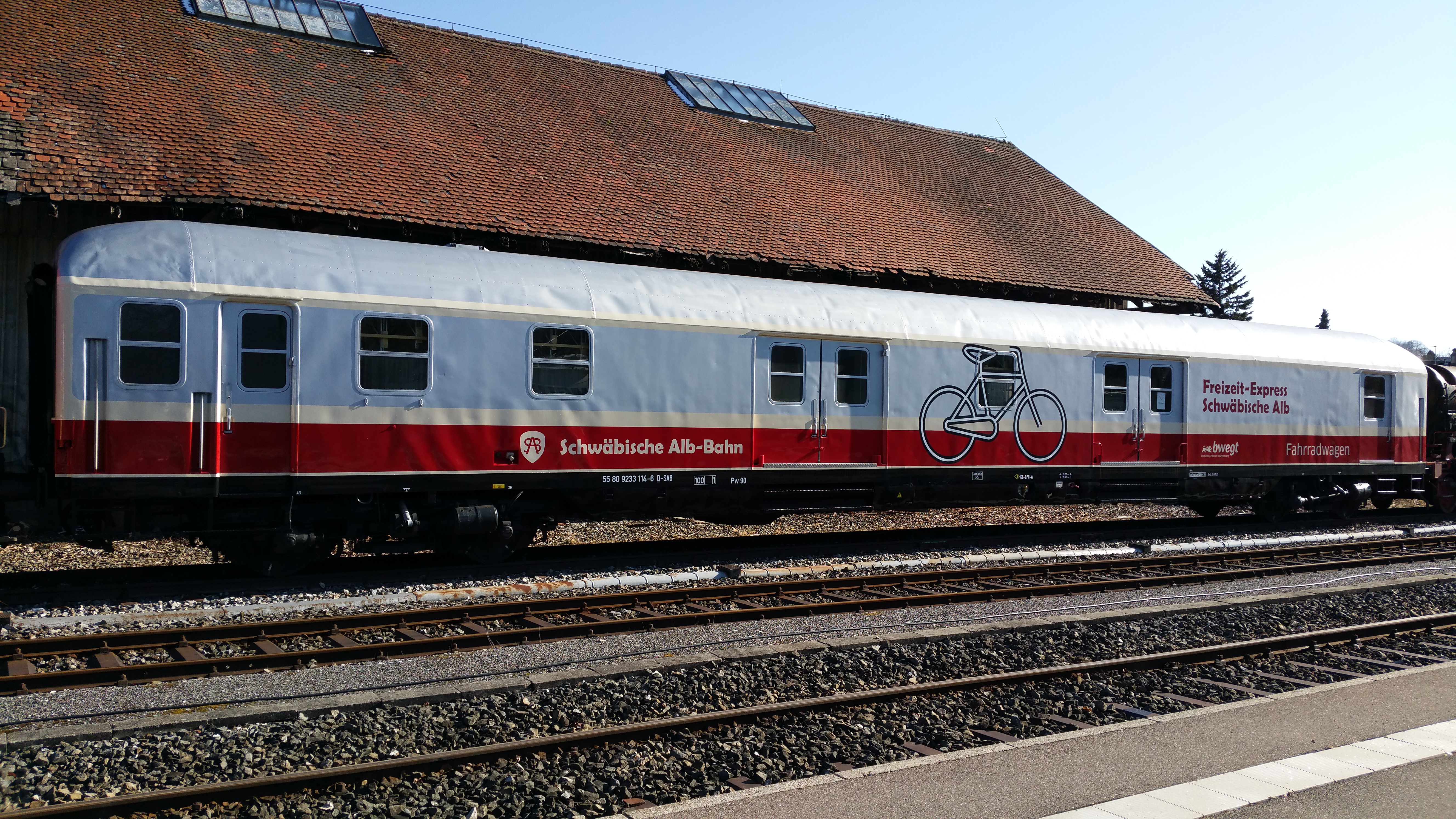
Fahrradwagen

Regulär setzt die Schwäbische Alb-Bahn überwiegend NE 81 ein. Im Ausflugsverkehr werden MAN-Schienenbusse genutzt. Für Rangieraufgaben steht eine Kleinlokomotive zur Verfügung. Güterzüge und Sonderzüge werden von einer Diesellokomotive des Typs ML 500 C gezogen.
2024 verfügt die SAB über folgende Fahrzeuge:
| Fahrzeugnummer | Typ                            | Baujahr | Lackierung  | Herkunft                                    | Zustand       | Einsatz                   | Anmerkungen               |
| -------------- | ------------------------------ | ------- | ----------- | ------------------------------------------- | ------------- | ------------------------- | ------------------------- |
| VT 5           | MAN-Schienenbus, Triebwagen    | 1960    | Creme/Rot   | HZL VT 5                                    | in HU         | Ausflugsverkehr           | in Hauptuntersuchung      |
| VT 8           | MAN-Schienenbus, Triebwagen    | 1960    | Creme/Rot   | HZL VT 8, ex MAN-Vorführfahrzeug            | abgestellt    | Ausflugsverkehr           | ohne HU                   |
| VT 9           | MAN-Schienenbus, Triebwagen    | 1966    | Creme/Rot   | HZL VT 9                                    | abgestellt    |                           | Ersatzteilspender         |
| VS 14          | MAN-Schienenbus, Steuerwagen   | 1962    | Creme/Rot   | HZL VS 14                                   | in HU         | Ausflugsverkehr           | in Hauptuntersuchung      |
| VT 41          | NE81 Waggon-Union, Triebwagen  | 1993    | Rot/Creme   | HZL VT 41                                   | betriebsfähig | Linienverkehr             |                           |
| VT 43          | NE81 Waggon-Union, Triebwagen  | 1993    | Rot/Creme   | HZL VT 43                                   | abgestellt    |                           | Ersatzteilspender         |
| VT 128         | NE81 Waggon-Union, Triebwagen  | 1993    | Creme/Rot   | SWEG VT 128                                 | betriebsfähig | Linienverkehr             |                           |
| VT 129         | NE81 Waggon-Union, Triebwagen  | 1993    | Creme/Rot   | SWEG VT 129                                 | betriebsfähig | Linienverkehr             |                           |
| VT 410         | NE81 Waggon-Union, Triebwagen  | 1981    | Orange/Weiß | WEG VT 410                                  | abgestellt    |                           | Ersatzteilspender         |
| VT 411         | NE81 Waggon-Union, Triebwagen  | 1981    | Creme/Rot   | WEG VT 411                                  | abgestellt    | Linien-/Ausflugsverkehr   | ohne HU                   |
| VT 413         | NE81 Waggon-Union, Triebwagen  | 1993    | Creme/Rot   | WEG VT 413                                  | betriebsfähig | Linienverkehr             |                           |
| VS 16          | NE81 Waggon-Union, Steuerwagen | 1993    | Rot/Creme   | HZL VS 16                                   | betriebsfähig | Linienverkehr             |                           |
| VS 201         | NE81 Waggon-Union, Steuerwagen | 1985    | Creme/Rot   | SWEG VS201, AVG VS471, WEG VS201            | betriebsfähig | Linienverkehr             | mit großem Fahrradabteil  |
| VS 250         | NE81 Waggon-Union, Steuerwagen | 1993    | Creme/Rot   | WEG VS 250                                  | betriebsfähig | Linienverkehr             | mit großem Fahrradabteil  |
| VB 241         | NE81 Waggon-Union, Beiwagen    | 1985    | Weiß/Blau   | SWEG / AVG / WEG                            | abgestellt    |                           | Nutzung als Materiallager |
| V 50 001       | Krauss-Maffei ML 500           | 1957    | Rot         | DB                                          | betriebsfähig |                           |                           |
| PSO 2          |                                |         | Grün        | Papierfabrik Scheufelen, Oberlenningen      |               |                           |                           |
| Köf 11 003     | Köf III, Gmeinder              | 1959    | Rot         | DB 332 801                                  | betriebsfähig | Rangierdienst und Bauzüge |                           |
| V 70           | Gmeinder Typ 65 D              | 1959    | Rot         | SWEG V 70                                   | betriebsfähig | Güterverkehr              |                           |
| T 3 930        | Württembergische T 3           | 1905    | schwarz     | Königlich Württembergische Staats-Eisenbahn | betriebsfähig | Museumsverkehr            | Eigentum des SAB e. V.    |
| Klv 53 - 0358  | Schwerkleinwagen               |         | gelb        |                                             | betriebsfähig | Bauzugdienst              |                           |

Speziell für die eigenständige Durchführung von Schienenersatzverkehren hat das Unternehmen außerdem einen Gelenkbus des Typs Mercedes-Benz O 405 GN gebraucht erworben und diesen mit Folien im Design eines ihrer NE 81-Triebwagen beklebt.

## Netz 50
Im April 2019 erhielt die SAB den Zuschlag für das Netz 50 „Schwäbische Alb-Bahn und Amstetten–Gerstetten“. Ende Mai 2019 wurde der Verkehrsvertrag unterzeichnet. Die Laufzeit des Vertrages beträgt 9,5 Jahre und der Leistungsumfang ca. 225.000 Zugkilometer/Jahr ab der zweiten Inbetriebnahmestufe.
In der ersten Betriebsstufe wurde am 9. Juni 2019 der Fahrplan zwischen Münsingen und Ulm erweitert. Zum Fahrplanwechsel am 15. Dezember 2019 wurde mit der zweiten Betriebsstufe die reaktivierte Strecke zwischen Engstingen und Gammertingen mit den neuen Bahnsteigen in Großengstingen am Schulzentrum und Trochtelfingen sowie dem Kreuzungsbahnhof Haidkapelle in Betrieb genommen.
Für den Mehrzugbetrieb wurde der technisch unterstützte Zugleitbetrieb eingeführt, die noch vorhandenen Formsignale wurden dazu außer Betrieb genommen.
Nach Verschleißerscheinungen an Radsätzen und Schienen ruhte der Verkehr zwischen 27. April und 18. Mai 2020. Nach Überarbeitung einiger Streckenabschnitte konnte er zwischen Schelklingen und Engstingen wieder aufgenommen werden.